# 1958 w filmie
Wydarzenia filmowe w 1958 roku.

## Wydarzenia
- 1 stycznia[1] – w wyniku przekształcenia warszawskiej filii Studia Filmów Rysunkowych w Bielsku-Białej powstało Studio Miniatur Filmowych w Warszawie

## Premiery

### Filmy polskie
- 4 stycznia – Eroica – reż. Andrzej Munk
- 20 stycznia – Pętla – reż. Wojciech Jerzy Has
- 21 lutego – Deszczowy lipiec – reż. Leonard Buczkowski
- 17 marca – Ewa chce spać – reż. Tadeusz Chmielewski
- 8 kwietnia – Król Maciuś I – reż. Wanda Jakubowska
- 4 sierpnia – Ostatni dzień lata – reż. Tadeusz Konwicki
- 19 sierpnia – Historia jednego myśliwca – reż. Hubert Drapella
- 26 sierpnia[2] - Ósmy dzień tygodnia – reż. Aleksander Ford
- 1 września – Wolne miasto – reż. Stanisław Różewicz
- 3 października – Popiół i diament – reż. Andrzej Wajda
- 12 października – Dezerter – reż. Witold Lesiewicz
- 13 października – Pożegnania – reż. Wojciech Jerzy Has
- 20 października – Kalosze szczęścia – reż. Antoni Bohdziewicz
- 14 listopada – Żołnierz królowej Madagaskaru – reż. Jerzy Zarzycki
- 17 listopada – Dwoje z wielkiej rzeki – reż. Konrad Nałęcki
- 24 listopada – Pigułki dla Aurelii – reż. Stanisław Lenartowicz
- 20 grudnia – Zadzwońcie do mojej żony – reż. Jerzy Passendorfer

### Filmy zagraniczne
- Windą na szafot – reż. Louis Malle (z Jeanne Moreau, Lino Ventura)
- Długie, gorące lato (The Long, Hot Summer) reż. Martin Ritt (Paul Newman, Joanne Woodward)
- Kotka na gorącym blaszanym dachu (Cat on a Hot Tin Roof) reż. Richard Brooks (Paul Newman, Elizabeth Taylor)
- Zawrót głowy (Vertigo) reż. Alfred Hitchcock (James Stewart, Kim Novak)

## Nagrody filmowe
- Oskary
  - Najlepszy film - Gigi
  - Najlepszy aktor – David Niven (Osobne stoliki)
  - Najlepsza aktorka – Susan Hayward – (Chcę żyć!)
  - Wszystkie kategorie: Oskary w roku 1958
- Festiwal w Cannes
  - Złota Palma: Michaił Kałatozow – Lecą żurawie
- Międzynarodowy Festiwal Filmowy w Berlinie
  - Złoty Niedźwiedź: Ingmar Bergman – Tam, gdzie rosną poziomki
- Nagroda polskiej krytyki filmowej
  - Syrenka: Andrzej Munk – Człowiek na torze, Jan Lenica – Zagubione uczucia

## Urodzili się
- 4 stycznia – Julian Sands, brytyjski aktor (zm. 2023)
- 7 stycznia – Linda Kozlowski, amerykańska aktorka
- 13 lutego – Pernilla August, szwedzka aktorka
- 3 marca – Miranda Richardson, angielska aktorka
- 9 marca – Linda Fiorentino, amerykańska aktorka
- 10 marca – Sharon Stone, amerykańska aktorka
- 20 marca – Holly Hunter, amerykańska aktorka
- 21 marca – Gary Oldman, amerykański aktor
- 3 kwietnia – Alec Baldwin, amerykański aktor
- 21 kwietnia – Andie MacDowell, amerykańska aktorka
- 29 kwietnia – Michelle Pfeiffer, amerykańska aktorka
- 29 maja – Annette Bening, aktorka (żona Warrena Beatty)
- 26 czerwca – Paweł Edelman, polski operator filmowy
- 8 lipca – Kevin Bacon, amerykański aktor
- 14 lipca – Elżbieta Zającówna, polska aktorka (zm. 2024)
- 8 sierpnia – Harry Crosby, amerykański aktor
- 16 sierpnia – Angela Bassett, aktorka
- 18 sierpnia – Madeleine Stowe, aktorka
- 24 sierpnia – Steve Guttenberg, aktor
- 25 sierpnia – Tim Burton, amerykański reżyser, scenarzysta i producent
- 16 października – Tim Robbins, aktor
- 26 października – Pascale Ogier, francuska aktorka (zm. 1984)
- 17 listopada – Mary Elizabeth Mastrantonio, aktorka

## Zmarli
- 11 stycznia – Edna Purviance, amerykańska aktorka filmów niemych (ur. 1895)
- 4 lutego – Monta Bell, amerykański reżyser, scenarzysta i producent (ur. 1891)
- 15 kwietnia – Estelle Taylor, amerykańska aktorka (ur. 1894)
- 19 maja – Ronald Colman, brytyjski aktor (ur. 1891)
- 31 maja – Aleksander Żabczyński, polski aktor (ur. 1900)
- 25 września – Carl Brisson, duński bokser, śpiewak, tancerz, aktor, piosenkarz i reżyser (ur. 1893)
- 14 października – Lena Żelichowska, polska aktorka (ur. 1910)